# Depressão tropical Dois (2010)
A Depressão Tropical Dois foi um ciclone tropical de curta duração que impactou partes do Texas e do México durante a ativa temporada de furacões no oceano Atlântico de 2010. Formou-se a partir de uma onda tropical que surgiu na costa ocidental da África e atravessou o Oceano Atlântico sem nenhum desenvolvimento. Ao entrar no oeste do Golfo do México, a depressão encontrou um ambiente propício para a ciclogênese tropical, e foi designada como Depressão Tropical Dois às 06:00. UTC em 8 de julho. A intensificação em uma tempestade tropical foi inicialmente antecipada pelo Centro Nacional de Furacões (NHC), mas devido à sua proximidade com a terra, a depressão não conseguiu atingir o status. Ele atingiu a costa em South Padre Island, Texas, antes de degenerar em uma baixa remanescente em 9 de julho, e se dissipando no dia seguinte. Devido à fraca intensidade do sistema, não houve relatos de danos causados por ventos no Texas ou no México, embora o ciclone tenha trazido chuvas totais mínimas para o norte do México, uma área severamente afetada pelo furacão Alex apenas uma semana antes.

## História meteorológica
As origens da Depressão Tropical Dois podem ser rastreadas até uma onda tropical desorganizada que foi observada pela primeira vez pelo NHC em 24 de junho, quando se afastou da costa ocidental da África e entrou no Oceano Atlântico. Movendo-se para oeste, a onda não mostrou sinais de organização até 3 de julho quando entrou no Caribe ocidental. Durante o 24 horas que se seguiram, ele continuou a coalescer, e o NHC posteriormente aumentou a chance do distúrbio de se transformar em um ciclone tropical. Uma circulação de superfície definida não se formou como resultado do movimento da onda sobre a Península de Yucatán, e o sistema perdeu a organização. O sistema permaneceu desorganizado enquanto atravessava a península e acabou emergindo no Golfo do México em 7 de julho. Situada sobre a água mais uma vez, a onda foi capaz de se desenvolver gradualmente à medida que se movia na direção noroeste. Após uma missão de reconhecimento, o NHC observou em seu Tropical Weather Outlook que havia uma grande chance de o sistema se transformar em um ciclone tropical nos próximos 48 anos. horas.
No início de 8 de julho, dados adicionais dos caçadores de furacões indicaram que o sistema desenvolveu uma circulação fechada e o NHC o classificou como uma depressão tropical em 0000 UTC, tornando-se o segundo da temporada de furacões. Neste momento, o sistema estava situado a cerca 400 km (250 mi) sudeste de Brownsville, Texas. Neste momento, a depressão também atingiu seu pico de intensidade com ventos máximos sustentados de 35 mph (56 km/h) e uma pressão barométrica mínima de 1005 mbar (hPa; 1,005 mbar (29.7 inHg)). A Depressão Tropical Dois estava prevista para se intensificar em uma tempestade tropical antes de atingir o México; no entanto, a depressão não conseguiu ganhar força antes de se mover para o interior. Após uma missão de reconhecimento às 1200 UTC, caçadores de furacões encontraram ventos próximos da intensidade das tempestades tropicais; no entanto, observações terrestres não apoiaram isso e a depressão não foi classificada como uma tempestade tropical. Mais tarde naquele dia, a depressão atingiu a costa em South Padre Island, Texas, às 1515 UTC com ventos de 35 mph (56 km/h). A depressão tropical enfraqueceu ligeiramente enquanto se aproximava da fronteira Texas-México, quando o NHC interrompeu os avisos sobre o sistema. Embora o NHC tenha deixado de monitorar a Depressão Tropical Dois, o Centro de Previsão Hidrometeorológica (HPC) emitiu alertas até que se dissipou no início de 10 de julho, sobre o norte do México.

## Preparativos e impacto

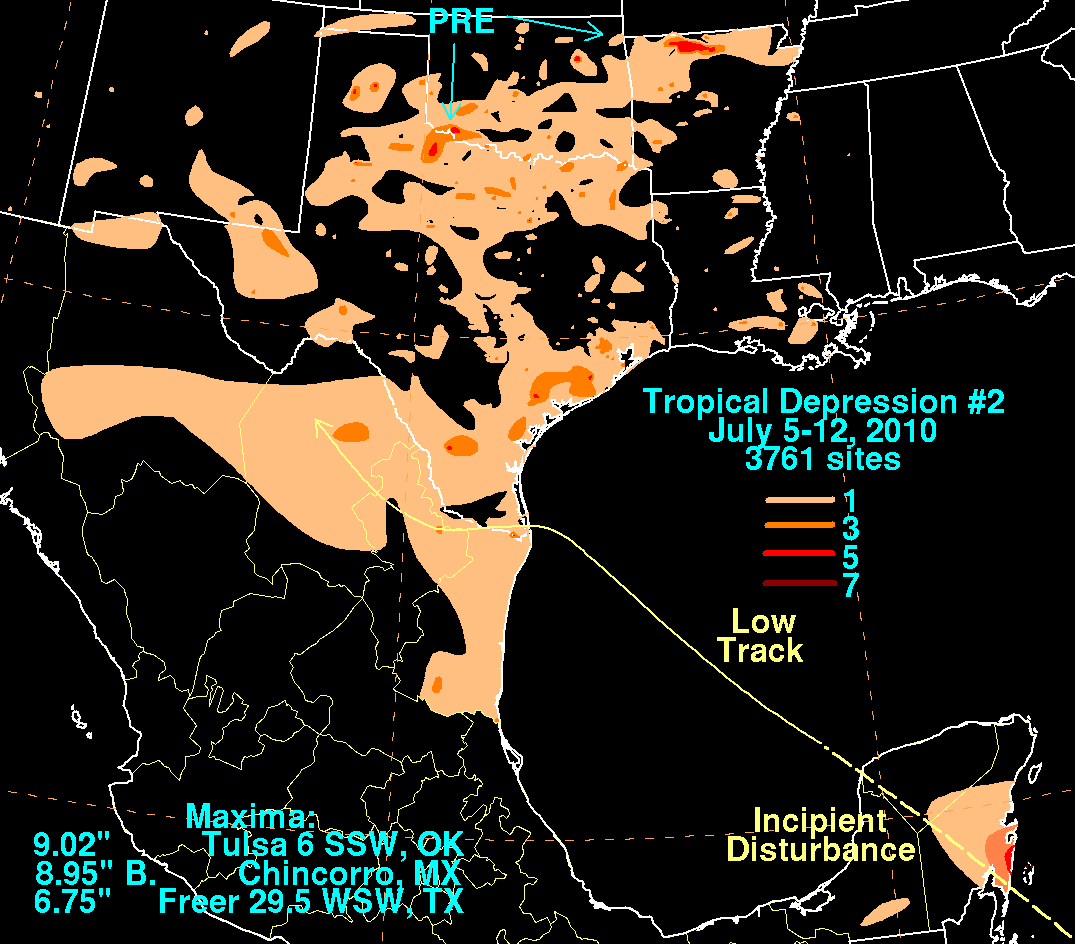
Chuvas da depressão no México e nos Estados Unidos

Imediatamente após a classificação da Depressão Tropical Dois, um alerta de tempestade tropical foi emitido para o estado do Texas, cobrindo a costa da Baía de Baffin até a foz norte do Rio Grande. Além disso, um alerta de tempestade tropical também foi emitido pelo governo do México, estendendo-se do Rio San Fernando para o norte também até a foz do Rio Grande. Alertas de inundações costeiras e inundações repentinas subsequentes foram emitidos pelos escritórios locais do Serviço Nacional de Meteorologia dos Estados Unidos no sul e leste do Texas, conforme o NHC previu 100 to 200 mm (4 to 8 in) de chuva, com 250 mm (10 in) localmente. Alertas também foram emitidos para os estados mexicanos de Tamaulipas, Nuevo León e Coahuila, onde as autoridades alertaram as pessoas sobre o potencial de chuvas fortes, inundações e deslizamentos de terra. O Sistema Nacional de Proteção Civil levantou um alerta vermelho, o nível mais alto da escala, para partes de Tamaulipas e observou que era necessária extrema cautela nas áreas entre o Rio San Fernando e a fronteira Texas-México. Depois que a Depressão Tropical Dois atingir o Texas, todos os avisos de tempestade tropical associados à tempestade foram descontinuados.
Ao atingir a costa ao longo da fronteira Texas-México, a depressão produziu uma tempestade entre 2 and 4 ft (0.61 and 1.22 m). Partes das ilhas de Mustang e Padre Island foram inundadas pela tempestade; no entanto, o dano foi mínimo. Duas nuvens de funil foram relatadas em relação à depressão - uma perto de Rockport e outra perto de Victoria. Depois que o NHC emitiu seu aviso final sobre a Depressão Tropical Dois, o HPC começou a monitorar o sistema, registrando chuvas mínimas no sul e no leste do Texas. À medida que a Depressão Tropical Dois se dissipou, moveu-se para o interior e os avisos do HPC indicaram que grande parte do leste e sul do Texas experimentou chuvas de pelo menos 25 mm (1 in), com exceção de Corpus Christi e Laredo. A precipitação associada à Depressão Tropical Dois no Texas atingiu um pico de 131 mm (5.16 in) ao longo do rio Guadalupe adjacente à cidade de Vitória. A precipitação dentro da própria cidade de Victoria foi medida em 108 mm (4.25 in), enquanto o Aeroporto Regional de Victoria relatou precipitação no Aeroporto Regional de Victoria. A Depressão Tropical Dois contribuiu para inundações localizadas no sul do Texas e no nordeste do México, somando-se aos 610 mm (24 in) de chuva causada pelo furacão Alex, menos de uma semana antes, ao sul do Rio Grande. Em Tamaulipas, no México, choveu relativamente pouco em relação à depressão. Matamoros registrou chuvas por cerca de dois horas antes de o sistema passar pela região. As inundações resultantes de Alex e da depressão causaram quase US$ 80 milhões em perdas em toda a região.